# Albert Paul Veeh
Albert Paul Veeh (* 9. Mai 1864 in Apolda; † 26. Februar 1914 in Düsseldorf) war ein Pionier der Luftschifffahrt. Er ist vor allem durch den Bau des halbstarren Luftschiffs „Veeh 1“ bekannt geworden.

## Leben
Gustav Emil Albert Paul Veeh wurde am 9. Mai 1864 als 3. Kind des Kupferschmiedemeisters Wilhelm Ferdinand Veeh und seiner Frau Therese Adelheid, geb. Braun in Apolda geboren. Sein Bruder Franz betrieb in Apolda eine Posamenten-Fabrik. Veeh beschäftigte sich schon seit 1900 mit der Konstruktion von Luftschiffen, welche er ab 1908 patentieren ließ. Zwei Jahre später gründete er mit einem Konsortium aus München die „Luftschiffbau Veeh GmbH“, welche sich bereits ein Jahr später in „Deutsche Luftschiffwerft GmbH“ umbenannte. Das Luftschiff „Veeh 1“ wurde zunächst in der Parsevalhalle, genannt nach August von Parseval, in München gebaut und hauptsächlich von Veeh selbst finanziert. Die Halle wurde im Herbst 1911 geschlossen, sodass das Luftschiff von da an in der Luftschiffhalle Düsseldorf auf der Golzheimer Heide gebaut wurde.
Beim Bau des Luftschiffes gab es große Probleme. Es konnte nur ein Ingenieur angestellt werden und die Werkstatt musste viermal gewechselt werden. Zeitweise musste unter freiem Himmel montiert werden. Veeh investierte ungefähr 380.000 Mark in das Luftschiff. Unterstützt wurde er durch Gustav Krupp von Bohlen und Halbach, Mitglieder der Familie von Stumm, die Mannesmannröhren-Werke und andere.
Nach einer Werkstattfahrt am 8. Juli 1912 wurde drei Tage später die eigentliche Probefahrt durchgeführt. Paul Veeh bekam für die gelungene Probefahrt 26 Schreiben und 32 Telegramme. Die Öffentlichkeit wie auch die Presse und das Ausland waren sehr interessiert. Nach einigen Verbesserungen und einer zweiten Probefahrt erfolgte am 25. Oktober 1912 die dritte Fahrt, bei welcher eine Rohrstrecke knickte und die Steuerung versagte. Dennoch konnte das Luftschiff ohne Havarie landen.
Obwohl alle drei Fahrten die Brauchbarkeit der Konstruktion erwiesen hatten, scheiterte der weitere Ausbau an finanziellen Schwierigkeiten. Die Gesellschaft fand nicht die Unterstützung staatlicher Behörden. Deshalb musste Paul Veeh am 31. Oktober 1913 Konkurs anmelden. Die deutsche Presse forderte die Sanierung durch das Kriegsministerium. Dennoch wurde im November beziehungsweise Dezember das Luftschiff abgewrackt.
Albert Paul Veeh verstarb am 26. Februar 1914 an einem Kehlkopfleiden im Marien Hospital in Düsseldorf. Somit erlebte er, nachdem die Engländer die Pläne aufkaufen wollten, das neue Interesse des Kriegsministeriums nicht mehr mit. Er wurde am 2. März 1914 auf dem Nordfriedhof in Düsseldorf beerdigt. Er bekam ein Ehrengrab, dessen Erhalt bis 1974 von der Stadt Düsseldorf übernommen wurde.
Die Stadt Düsseldorf setzte Albert Paul Veeh ein Denkmal, indem sie im Stadtteil Düsseldorf-Eller eine Straße nach ihm benannte. Außerdem wurde ihm auch der Marsch „Hoch in den Lüften“ gewidmet. Sein umfangreicher Nachlass befindet sich im Stadtarchiv Düsseldorf. Der Inhalt des Nachlasses, welcher beispielsweise vom Enkel Günter Veeh aus Moers übersandt wurde, besteht aus Schriftwechsel, Manuskripten über den Bau des Luftschiffes „Veeh“, den Konkurs der Firma, Fotos und Zeitungsartikeln von 1911 bis 1981.
Ein weiterer Teil des Nachlasses wurde dem Stadtarchiv am 27. Januar 1985 von Frau Luise Veeh, Burgwald, übersandt, deren verstorbener Mann ein Enkel von Paul Veeh war.

## Luftschiff „Veeh 1“

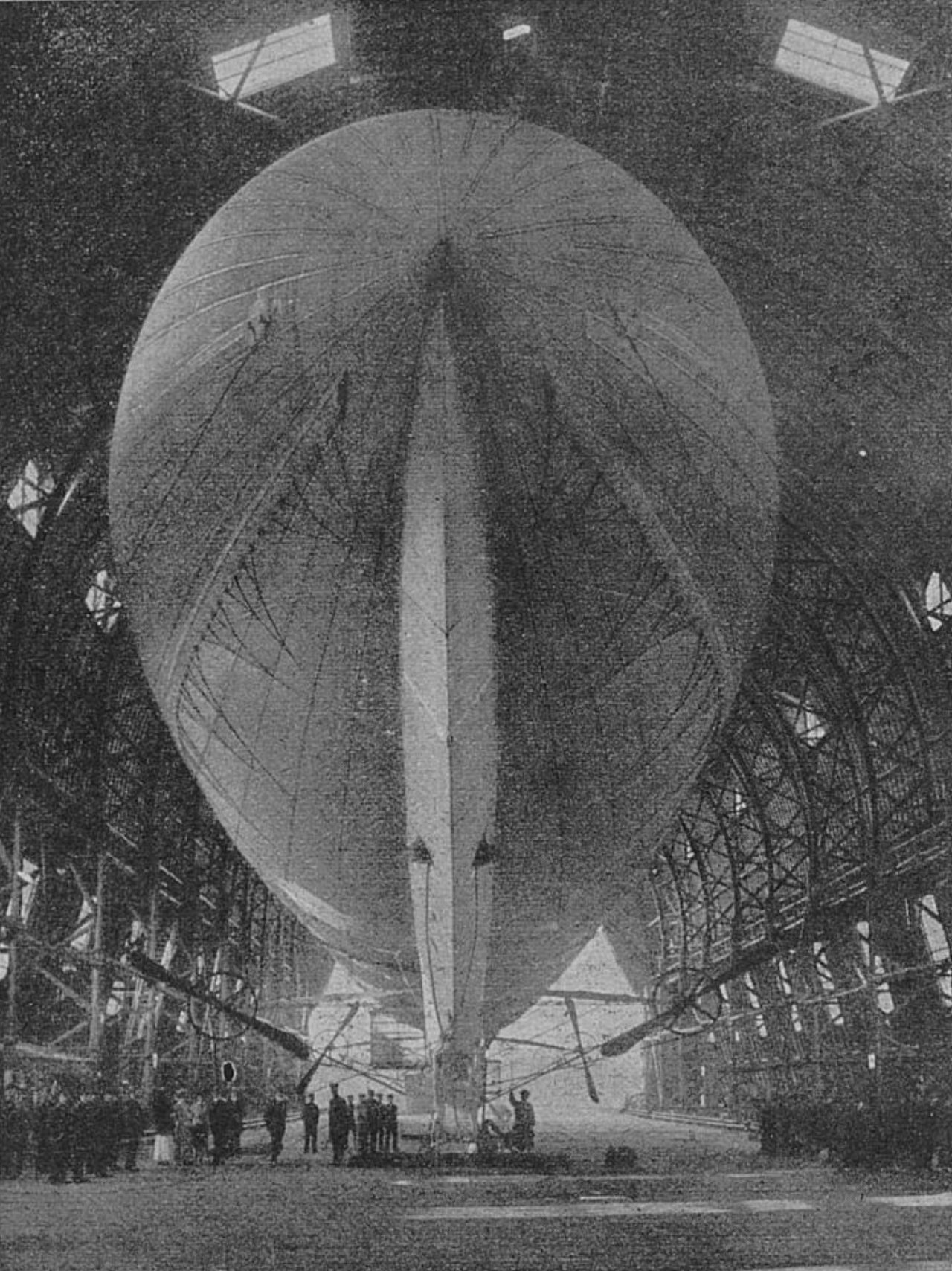
Versuchsluftschiff „Veeh 1“ in der Luftschiffhalle zu Düsseldorf, 1913

Das Luftschiff, welches im Jahr 1911 patentiert und nach dem halbstarren System gebaut wurde, besaß unter einer unstarren Ballonhülle ein festes Kielgerüst, welches die Passagiere, Motoren und Versorgungsräume in sich aufnahm und dem Luftschiff Stabilität verlieh. Die Konstruktion erlaubte ein leichtes Auseinandernehmen des gesamten Luftschiffs, welches eine durchgehende, 80 m lange und 2 m breite Kielgondel besaß.
Die Neuheit der Konstruktion bestand darin, dass Mannesmann-Röhren von 3 cm Durchmesser als Bauelement verwendet wurden. Die auch von Veeh erfundene Verbindung der Rohre ermöglichte es, das Luftschiff nach einer Landung außerhalb des Luftschiffhafens in kürzester Zeit auseinanderzunehmen und wegzutransportieren. Der Inhalt betrug 9100 m³ und die Nutzlast 3470 kg. Zwei 130-PS-Daimlermotoren trieben die zweiflügeligen Holzschrauben an. Das Luftschiff war 85 m lang und der Rumpfdurchmesser betrug 13 m.

### Probefahrt am 11. Juli 1912
Die Probefahrt begann um 5:00 Uhr. Vom Kriegsministerium waren von der Haagen und Fahringenieur Elias beordert worden. Die 10-köpfige Besatzung bestand aus Diplomingenieur Albert Simon als Luftschiffführer, Herrn Baum von der DELAG, welcher das Seitensteuer bediente, Herrn Lorenz, der das Höhensteuer zu bedienen hatte, dem Fahringenieur Flocke sowie vier weiteren Monteuren. In der Passagierkabine nahmen der Konstrukteur Paul Veeh sowie der Leiter des Unternehmens, Albert Herkenrath, teil.
Nach dem Start vollführte das Luftschiff verschiedene Manöver über dem Platz, welche seine hervorragenden Steuerfähigkeiten zeigten. Die „Veeh 1“ kehrte nach ungefähr 30 Minuten Fahrzeit aus 150 m Höhe zum Luftschiffhafen zurück. Dort vollführte sie eine Wende auf der Stelle und landete am vorgeschriebenen Platz. Landung und Einbringung des Luftschiffs erfolgten ohne Probleme. Die Fahrtteilnehmer und Sachverständigen waren sehr zufrieden. Paul Veeh erhielt zu der gelungenen Probefahrt 32 Telegramme und 26 Schreiben. Die Öffentlichkeit war sehr interessiert an dem Projekt und der Erfolg hatte sich stark in der Presse niedergeschlagen. Zeitungen aus Frankreich, Italien und England berichteten ausführlich über diese erste Probefahrt. Auch in Magazinen sowie technischen Zeitschriften wurde über dieses Ereignis berichtet. Das Ausland zeigte ebenfalls großes Interesse.